# Весела антология
„Весела антология“ е български телевизионен филм (късометражен, новела) от 1970 година на режисьора Стефан Димитров. Оператор е Христо Тотев. Музиката във филма е композирана от Петър Ступел. Художник е Николай Сърчаджиев.
Филмът е екранизиран по разкази на Елин Пелин.

## Новели
- 1-ва: „Изповед“
- 2-ра: „Задушница“ [1]

## Актьорски състав
| Роля             | Изпълнител    |
| ---------------- | ------------- |
| пастирът         | Коста Цонев   |
|                  | Грозьо Грозев |
| слепият музикант | Ицхак Финци   |
| Стоилка          | Леда Тасева   |
| Станчо           | Стоян Гъдев   |
| флейтистът       | Симеон Щерев  |